# 인하대학교 사범대학 부속중학교
인하대학교 사범대학 부속중학교(仁荷大學校 師範大學 附屬中學校)는 대한민국 인천광역시 미추홀구 학익동에 있는 사립 중학교이다.

## 학교 연혁
- 1968년 11월 20일 : 인하공과대학 부설중학교 교명으로 설립 (학년당 5학급, 총 15학급)
- 1968년 12월 12일 : 전형고시를 거쳐 신입생 선발 (302명)
- 1968년 12월 20일 : 초대 박용서 교장 취임
- 1969년 3월 3일 : 개교 및 입학식
- 1973년 11월 13일 : 인하대학교 사범대학 부속중학교로 교명 변경
- 1979년 2월 20일 : 학급 증설 (학년당 9학급, 총 27학급)
- 1988년 8월 25일 : 현 신축 교사로 이전
- 2008년 5월 1일 : 급식소 신축
- 2010년 2월 3일 : Wee-클래스 구축
- 2011년 2월 1일 : 교육복지 우선 운영 학교
- 2015년 3월 2일 : 진로활동실 구축
- 2016년 3월 2일 : 미추홀구 교육혁신지구 사업 운영
- 2017년 3월 2일 : 교육부 지정 소프트웨어 선도학교, 로봇실험학교
- 2021년 12월 30일 : AI 지능형 과학실 구축
- 2022년 2월 25일 : 용마루체육관 리모델링
- 2025년 1월 1일 : 제17대 박병륜 교장 취임
- 2025년 1월 6일 : 제54회 졸업식 238명 졸업 (도합 22,296명 졸업생 배출)

## 참고 자료
- 인하대학교 사범대학 부속중학교 - 한국교육학술정보원 학교알리미